# Eleições estaduais no Acre em 1966
As eleições estaduais no Acre em 1966 ocorreram em duas fases de acordo com o Ato Institucional Número Três e dessa forma a eleição indireta para governador aconteceu a 3 de setembro e a escolha do senador, sete deputados federais e quinze deputados estaduais ocorreu em 15 de novembro.
Nascido em Belém com ascendência síria, Jorge Kalume foi diretor financeiro do Banco da Amazônia após formar-se em Contabilidade em 1939 e na volta ao Acre fundou o Rotary Clube de Xapuri em 1948 e na mesma cidade presidiu a associação comercial. Filiado ao PSD, foi eleito prefeito de Xapuri em 1955 e deputado federal em 1962, renunciando para assumir o governo acriano graças ao seu apoio ao Regime Militar de 1964 e sua filiação à ARENA, sendo eleito governador do Acre em 1966.
Para senador o vitorioso foi Adalberto Sena, natural de Cruzeiro do Sul e formado em Medicina em 1925 pela Universidade Federal do Rio de Janeiro. De volta ao seu estado, foi professor, jornalista e um dos fundadores do jornal A Voz do Acre. Secretário-geral do Território Federal do Acre, candidatou-se a deputado federal pelo PTB em 1954, não sendo eleito, porém com a elevação do Acre a estado em 1962 foi eleito senador pelo PTB para quatro anos de mandato, reelegendo-se pelo MDB na condição de adversário político do Regime Militar de 1964.

## Resultado da eleição para governador
A eleição aconteceu não obstante a ausência dos seis deputados estaduais do MDB.
| Candidatos a governador do estado | Candidatos a vice-governador | Número | Coligação             | Votação    | Percentual |
| --------------------------------- | ---------------------------- | ------ | --------------------- | ---------- | ---------- |
| Jorge Kalume ARENA                | -                            | -      | ARENA (sem coligação) | 07         | 100%       |
| Fernando Conde Filho MDB          | -                            | -      | MDB (sem coligação)   | [ nota 3 ] | [ 4 ]      |
| Fontes:                           |                              |        |                       |            |            |

## Resultado das eleições para senador
Foram apurados 18.851 votos nominais (92,71%), além de 1.121 votos em branco (5,51%) e 362 votos nulos (1,78%) que resultaram no comparecimento de 20.334 eleitores.
| Candidatos a senador da República | Candidatos a suplente de senador | Número | Coligação             | Votação | Percentual |
| --------------------------------- | -------------------------------- | ------ | --------------------- | ------- | ---------- |
| Adalberto Sena MDB                | Clóvis de Azevedo Maia MDB       | -      | MDB (sem coligação)   | 9.632   | 51,10%     |
| Edgar Cerqueira ARENA             | Evilásio de Araújo Maia ARENA    | -      | ARENA (sem coligação) | 9.219   | 48,90%     |
| Fontes:                           |                                  |        |                       |         |            |

## Deputados federais eleitos
São relacionados os candidatos eleitos com informações complementares da Câmara dos Deputados.

Representação eleita
  ARENA: 4
  MDB: 3

| Deputados federais eleitos | Partido | Votação | Percentual | Cidade onde nasceu | Unidade federativa |
| Maria Lúcia Araújo         | MDB     | 2.421   | 12,17%     | João Pessoa        | Paraíba            |
| Geraldo Mesquita           | ARENA   | 1.792   | 9,01%      | Feijó              | Acre               |
| Mário Maia                 | MDB     | 1.665   | 8,37%      | Rio Branco         | Acre               |
| Nosser Almeida             | ARENA   | 1.538   | 7,73%      | Sena Madureira     | Acre               |
| Wanderley Dantas           | ARENA   | 1.424   | 7,16%      | Porto Acre         | Acre               |
| Jorge Lavocat              | ARENA   | 1.372   | 6,90%      | Belém              | Pará               |
| Rui Lino                   | MDB     | 843     | 4,24%      | Tarauacá           | Acre               |
| Fontes:                    |         |         |            |                    |                    |

## Deputados estaduais eleitos
Foram eleitos quinze deputados estaduais para a Assembleia Legislativa do Acre.

Representação eleita
  ARENA: 9
  MDB: 6

| Deputados estaduais eleitos     | Partido | Votação | Percentual | Cidade onde nasceu | Unidade federativa |
| Eloy Abud                       | ARENA   | 1.442   | 7,09%      | Rio Branco         | Acre               |
| Francisco Aloísio Queiroz       | ARENA   | 950     | 4,67%      | Manaus             | Amazonas           |
| Darci Fontenele de Castro       | ARENA   | 932     | 4,58%      | Viçosa do Ceará    | Ceará              |
| Cláudio Perez Nobre             | ARENA   | 891     | 4,38%      | Rio Branco         | Acre               |
| Wildy Viana                     | ARENA   | 865     | 4,25%      | Brasileia          | Acre               |
| Carlos Alberto Simão Antônio    | ARENA   | 859     | 4,22%      | Cruzeiro do Sul    | Acre               |
| Geraldo Roque Angelim de Farias | MDB     | 776     | 3,81%      | Sena Madureira     | Acre               |
| Raimundo Hermínio de Melo       | MDB     | 662     | 3,25%      | Rio Branco         | Acre               |
| Agnaldo Moreno da Silva         | ARENA   | 623     | 3,06%      | Tarauacá           | Acre               |
| Edison Cadaxo                   | MDB     | 599     | 2,94%      | Boca do Acre       | Amazonas           |
| Nabor Júnior                    | MDB     | 581     | 2,85%      | Tarauacá           | Acre               |
| Joaquim Lopes da Cruz           | ARENA   | 556     | 2,73%      | Xapuri             | Acre               |
| Geraldo Fleming                 | MDB     | 521     | 2,56%      | Campanha           | Minas Gerais       |
| Francisco Fernandes de Melo     | ARENA   | 515     | 2,53%      | Feijó              | Acre               |
| Guilherme Zaire                 | MDB     | 488     | 2,39%      | Rio Branco         | Acre               |
| Fontes:                         |         |         |            |                    |                    |